# Magnetic South
| Recensione       | Giudizio |
| ---------------- | -------- |
| AllMusic         | [ 1 ]    |
| Robert Christgau | B        |

Magnetic South è un album discografico a nome di Michael Nesmith & The First National Band, pubblicato dalla casa discografica RCA Victor Records nel luglio del 1970.
L'album si piazza solo al #143 della chart statunitense The Billboard 200, più fortuna con il singolo Joanne che sale fino al 21º posto della classifica (riservata ai singoli) di The Billboard Hot 100.

## Tracce
Lato A
Testi e musiche di Michael Nesmith, eccetto dove indicato.
1. Calico Girlfriend – 2:37
2. Nine Times Blue – 1:39
3. Little Red Rider – 2:34
4. The Crippled Lion – 3:10
5. Joanne – 3:10
6. First National Rag – 0:21 (Orville Rhodes)

Lato B
Testi e musiche di Michael Nesmith, eccetto dove indicato.
1. Mama Nantucket – 2:36
2. The Keys to the Car – 2:52
3. Hollywood – 5:03
4. One Rose – 3:27 (Del Lyon, Lani McIntyre)
5. Beyond the Blue Horizon – 5:55 (Leo Robin, Richard A. Whiting, William Franke Harling)

Edizione CD del 1999 (dal titolo 16 Original Classics), pubblicato dalla Collectables Records (COL-CD-6295)
Testi e musiche di Michael Nesmith, eccetto dove indicato.
1. Calico Girlfriend – 2:37
2. Nine Times Blue – 1:39
3. Little Red Rider – 2:34
4. The Crippled Lion – 3:10
5. Joanne – 3:10
6. First National Rag – 0:21 (Orville Rhodes)
7. Mama Nantucket – 2:36
8. The Keys to the Car – 2:52
9. Hollywood – 5:03
10. One Rose – 3:27 (Del Lyon, Lani McIntyre)
11. Beyond the Blue Horizon – 5:55 (Leo Robin, Richard A. Whiting, William Franke Harling)
12. Silver Moon – 3:15 – Bonus Track
13. Lady of the Valley – 2:57 – Bonus Track
14. Here I Am – 3:15 – Bonus Track
15. Nevada Fighter – 3:06 – Bonus Track
16. Tumbling Tumbleweeds – 4:10 (Bob Nolan) – Bonus Track

- Brani: da #1 a #11, prodotti da Felton Jarvis
- Brani da #12 a #16, prodotti da Michael Nesmith

## Musicisti
- Michael Nesmith - chitarra, voce
- O.J. Red Rhodes - chitarra pedal steel
- Earl P. Ball - pianoforte slide
- John London - basso
- John Ware - batteria